# USS Raleigh (1894)

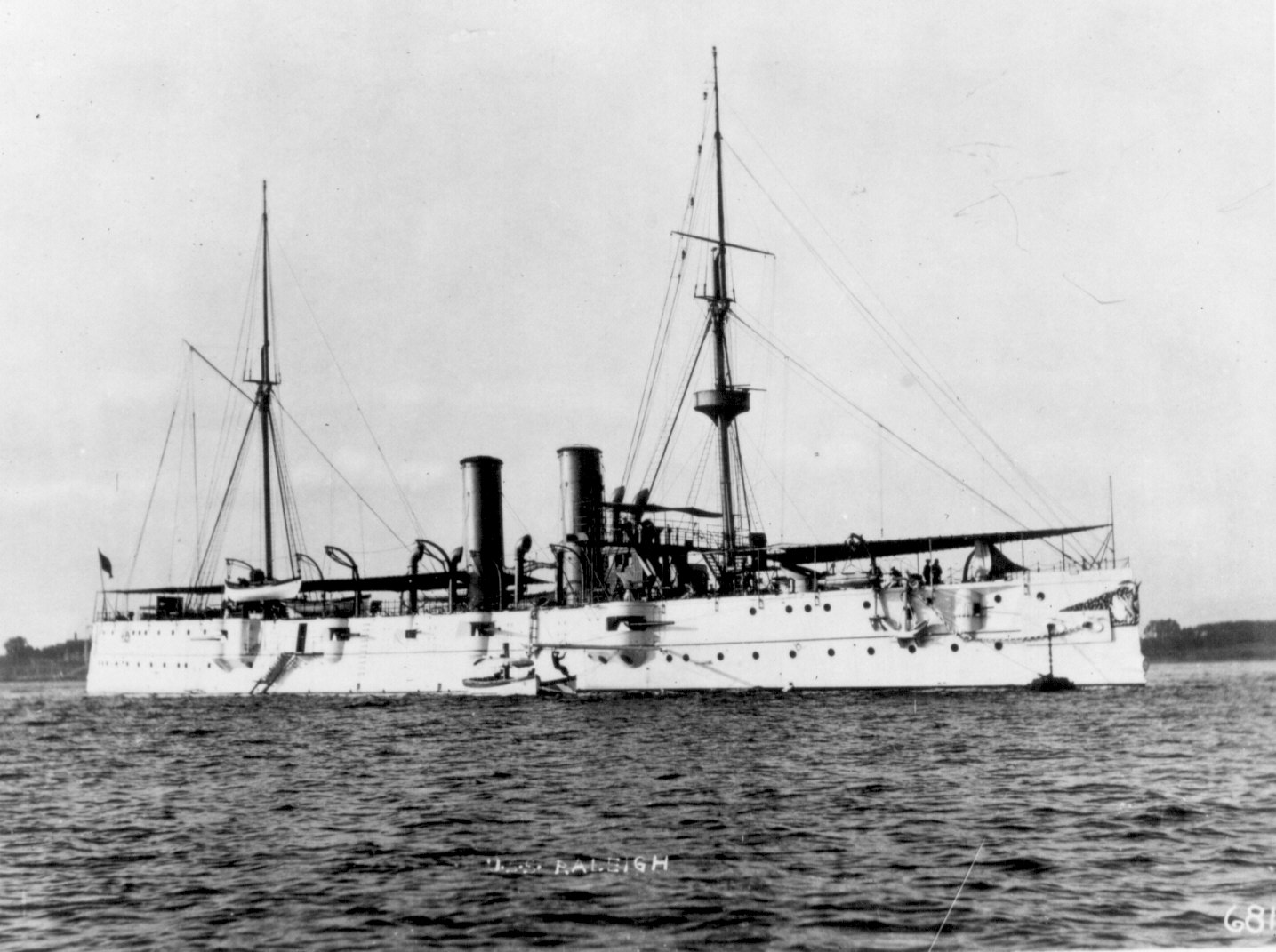
De USS Raleigh (C-8)

De USS Raleigh (C-8) was een pantserdekschip van de Amerikaanse Marine. Het schip werd in dienst gesteld in 1894 en bleef in dienst tot 1919. Het tweede schip met de naam "Raleigh" was gebouwd op 19 december 1889 en te Norfolk Naval Shipyard te Portsmouth in de staat Virginia, te water gelaten, op 31 maart 1892. De doop werd door Mrs Alfred W. Haywood gedaan en in dienst gesteld op 17 april 1894. Haar eerste bevelvoerder was kapitein Merrill Miller.

## USS Raleigh (C-8)
- Klasse: Cincinnati-klasse
- Type: Pantserkruiser United States Navy
- Bouwwerf: Norfolk Naval Shipyard, Portsmouth, Virginia
- Gebouwd: 19 december 1889
- Te water gelaten: 31 maart 1892
- In dienst gesteld: 17 april 1894
- Uit dienst gesteld: 21 april 1919
- Geschrapt van Navylijst: 5 augustus 1921
- Status: Verkocht en geschrapt op 5 augustus 1921

### Technische gegevens
- Lengte: 93 m
- Breedte: 12,80 m
- Diepgang: 6,10 m
- Waterverplaatsing: 3.200 ton
- Snelheid: 19 knopen (35 km/h)
- Bemanning: 312 officieren en matrozen

### Bewapening
- Eén 150 mm/40 kanon - tien 125 mm/40 kanonnen - acht 6 ponders
- Vier 1 ponder - vier 18 inch torpedobuizen